# Матю Кърби
Матю Кърби (на английски: Matthew J Kirby) е американски писател на произведения в жанра фентъзи.

## Биография и творчество
Матю Джон Кърби е роден на 28 януари 1976 г. в Юта, САЩ. Като син на морски офицер живее в Роуд Айлънд, Мериленд, Калифорния, и Хавай. Завършва с бакалавърска степен история в Университета на Юта, а след това и магистърска степен по психология от същия университет. След дипломирането си работи като училищен психолог, а в свободното си време започва да пише. Първоначално пише стихове и разкази, но след това се насочва към фентъзи произведения за юноши.
Първият му роман „The Clockwork Three“ е публикуван през 2010 г. Вторият му роман „Icefall“ за викингска принцеса е удостоен с наградата „Едгар“.
През 2016 г. е издаден романът му „Потомци“от поредицата „Орденът на асасините“. Младият Оуен търси начин да изчисти името на несправедливо осъдения си баща. С помощта на приятел използва футуристичното устройство Анимус, което ще му открие генетичните спомени скрити в собственото им ДНК. Но новите открития го поставят в центъра на вековната война между асасини и тамплиери в търсенето на древна и мощна реликва.
Матю Кърби живее със семейството си в Баунтифъл, край Солт Лейк Сити.

## Произведения

### Самостоятелни романи
- The Clockwork Three (2010)
- Icefall (2011) – награда „Едгар“
- The Lost Kingdom (2013)
- Spell Robbers (2014)
- A Taste for Monsters (2016)

Серия „Тъмен гравитационен цикъл“ (Dark Gravity Sequence)
1. The Arctic Code (2015)
2. Island of the Sun (2016)
3. The Rogue World (2017)

### Серия „Орденът на асасините“ (Assassin's Creed)
1. Last Descendants (2016)
Потомци, изд.: ИК „Ера“, София (2016), прев.
2. Tomb of the Khan (2016)

### Участие в общи серии с други писатели

#### Серия „Безкраен кръг“ (Infinity Ring)
5. Cave of Wonders (2013)
от серията има още 7 романа от различни автори

### Разкази
- A Book of Revelation (2002)
- Little Apocalypse (2005)
- Letters on Natural Magic (2007)